# Серон (Саона и Лоара)
Серон (фр. Céron) је насеље и општина у источном делу централне Француске у региону Бургоња, у департману Саона и Лоара која припада префектури Шарол.
По подацима из 2011. године у општини је живело 289 становника, а густина насељености је износила 12,28 становника/km². Општина се простире на површини од 23,53 km². Налази се на средњој надморској висини од 262 метара (максималној 333 m, а минималној 247 m).

## Демографија
| 1962. | 1968. | 1975. | 1982. | 1990. | 1999. | 2011. |
| ----- | ----- | ----- | ----- | ----- | ----- | ----- |
| 415   | 460   | 395   | 358   | 313   | 272   | 289   |

График промене броја становника у току последњих година